# Gaskapsel

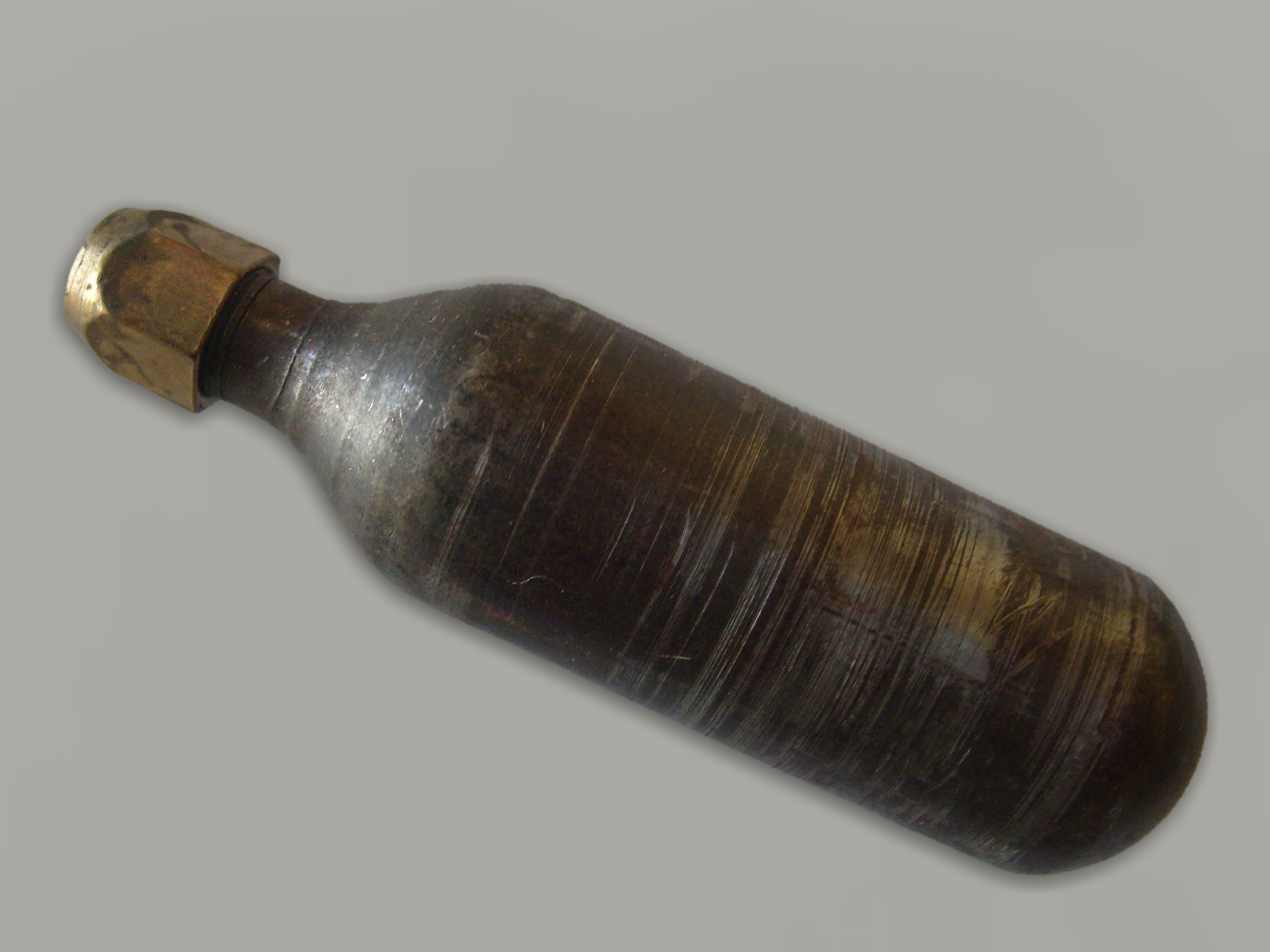
Gaskapsel

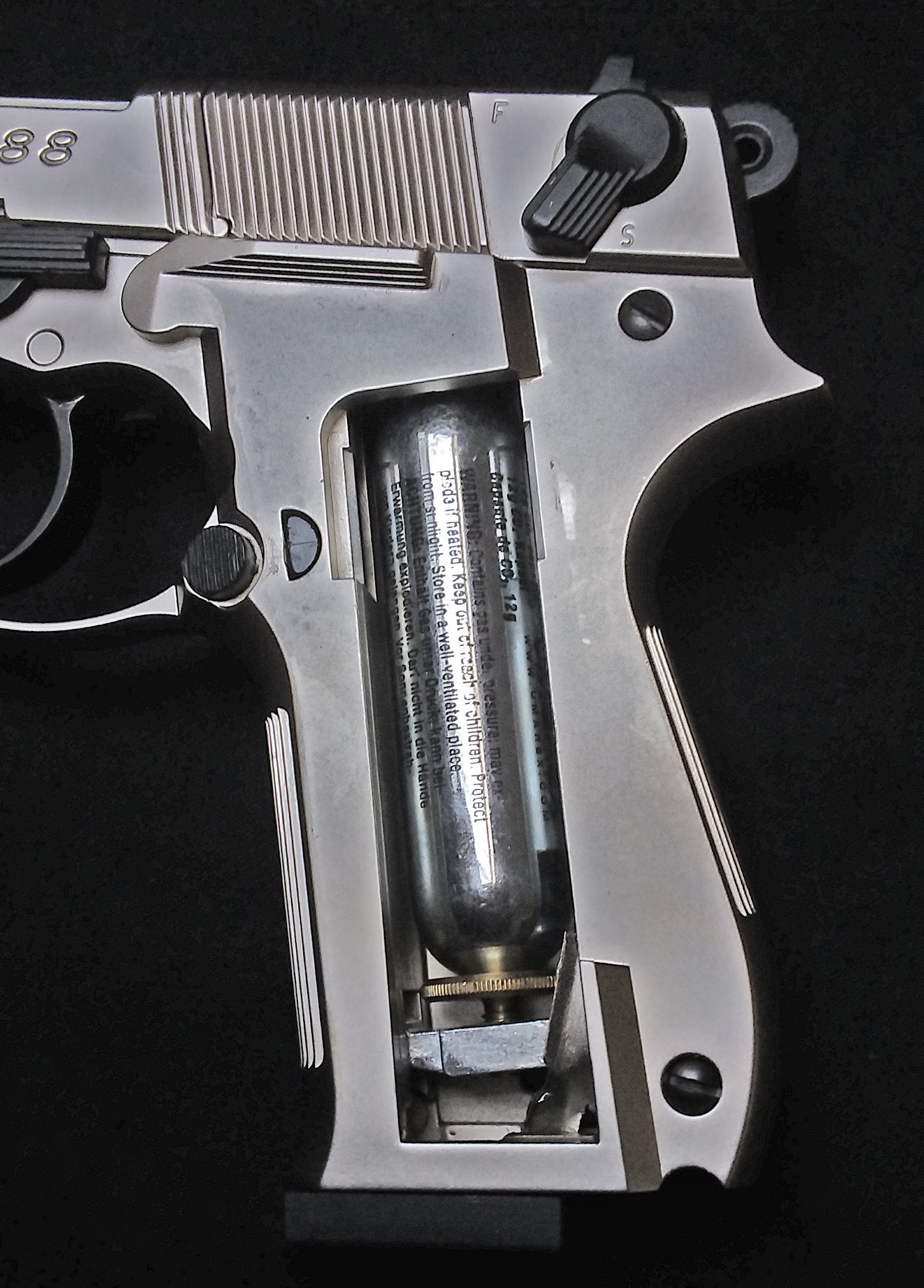
Gaskapsel in den Griff einer Pistole eingesetzt

Als Gaskapseln werden kleine Gasflaschen aus Metall bezeichnet, die häufig für den Einweggebrauch in der Küche verwendet werden – etwa für Kaffeemaschinen oder für die Zubereitung von Schlagsahne, Suppen oder Schäumen. Weitere Anwendungsmöglichkeiten bestehen in der Reparatur von Fahrrad- und Kraftfahrzeugreifen und bei aufblasbaren Rettungswesten. CO2-Gaskapseln werden auch für einige Druckluftwaffen verwendet, um die Geschosse anzutreiben.
Die am Markt befindlichen Kapseln haben eine Größe von nur einigen Zentimetern und ein Volumen von etwa 10 bis 100 Milliliter. Meist sind sie mit Kohlenstoffdioxid (CO2) oder Distickstoffmonoxid (N2O) gefüllt. Derartige Gaskapseln dürfen in geringer Anzahl in Flugzeugen mitgeführt werden.
Speziell gefertigte Kapseln aus Edelstahl halten sehr hohe Drücke aus und können daher bei geringem Volumen eine Gasmasse von einigen Gramm aufnehmen. Solche Kapseln aus tiefgezogenem Stahl können fast ohne Qualitätsverlust einer Wiederverwertung zugeführt werden, weshalb sie im Altmetallcontainer entsorgt werden sollten.